# Новеский, Николче
Николче Новеский (макед. Николче Новески; 28 апреля 1979, Битола, СФРЮ) — северомакедонский футболист, защитник.

## Карьера

### Клубная
Воспитанник ФК «Пелистер», выступал за него с 1992 по 1998 годы большую часть в молодёжном и юношеском составах. В 1998 году был продан в немецкую «Ганзу», но в её составе появился только один раз, большую часть времени выступал за второй состав. В 2001 году перешёл в «Эрцгебирге Ауэ», игравший в Регионаллиге, и провёл за него 92 игры, забив 10 голов. Помог команде выйти во вторую Бундеслигу. С 2004 года играет за «Майнц 05», провёл 216 матчей и забил также 10 голов. С сезона 2006/07 является его капитаном. В январе 2010 года продлил контракт до 2013 года.
Николче является обладателем антирекорда Бундеслиги по количеству забитых автоголов (вместе с Манфредом Кальцем) — он поражал ворота собственной команды шесть раз.

### В сборной
Игрок сборной Республики Македонии с 2004 по 2013 годы. Провёл 61 матч и забил 4 гола.